# 余順
余順（1435年—？），字天助，湖廣巴陵縣人，直隸安慶衛軍籍，明朝政治人物。進士出身。

## 生平
早年出身國子生，成化元年（1465年）乙酉科举應天府鄉試第一百六名。成化十一年（1475年）乙未科會試第一百九十二名，殿試登進士第三甲第三十名。

## 家族
曾祖父余久。祖父余大。父亲余海。